# Nederlanders in het Gibraltarese voetbal
Nederlanders in het Gibraltarese voetbal geeft een overzicht van Nederlanders die een contract hebben (gehad) bij Gibraltarese voetbalclubs uit de hoogste drie divisies.

## Spelers
| Naam               | Club                | Van  | Tot      | Opmerkingen |
| ------------------ | ------------------- | ---- | -------- | ----------- |
| Jules Boubane      | St Joseph's FC      | 2022 | 2023     |             |
| Djumaney Burnet    | Glacis United FC    | 2022 | 2023     |             |
| Djumaney Burnet    | Lincoln FC          | 2023 | heden    |             |
| Job Derksen        | Glacis United FC    | 2020 | 2021     |             |
| Niels Hartman      | Lynx FC             | 2021 | 2022     |             |
| Orlando João       | Leo FC              | 2017 | 2018     |             |
| Quinn Johnson      | Glacis United FC    | 2022 | 2023     |             |
| Raducio King       | Lynx FC             | 2015 | onbekend |             |
| Joshua Kozuh       | Glacis United FC    | 2020 | 2021     |             |
| André Krul         | Glacis United FC    | 2022 | 2023     |             |
| Achraf Nait Brahim | Gibraltar United FC | 2018 | 2019     |             |
| Samuel Vermeeren   | Glacis United FC    | 2019 | 2019     |             |
| Samuel Vermeeren   | Europa Point FC     | 2019 | 2020     |             |
| Wessel Witbreuk    | Glacis United FC    | 2020 | 2021     |             |

## Trainers
| Naam            | Club             | Van  | Tot  | Opmerkingen |
| --------------- | ---------------- | ---- | ---- | ----------- |
| Bennie Brinkman | Glacis United FC | 2019 | 2022 |             |
| Theo Vonk       | Glacis United FC | 2018 | 2018 |             |

Voetbalbonden ·
Albanië ·
Angola ·
Armenië ·
Australië ·
Azerbeidzjan ·
Bahrein ·
België ·
Bhutan ·
Bulgarije ·
Canada ·
China ·
Congo-Kinshasa · 
Cyprus ·
Denemarken ·
Duitsland ·
Egypte ·
Engeland ·
Estland ·
Ethiopië ·
Faeröer ·
Filipijnen ·
Finland ·
Frankrijk ·
Georgië ·
Ghana ·
Griekenland ·
Hongarije ·
Hongkong ·
Ierland ·
IJsland ·
Indonesië ·
Iran ·
Israël ·
Italië ·
Japan ·
Kazachstan ·
Koeweit ·
Litouwen ·
 Luxemburg ·
Maleisië ·
Malta ·
Marokko ·
Mexico ·
Namibië ·
Nieuw-Zeeland ·
Noorwegen ·
Oekraïne ·
Oezbekistan ·
Oostenrijk ·
Polen ·
Portugal ·
Qatar ·
Roemenië ·
Rusland ·
Rwanda ·
Saoedi-Arabië ·
Schotland ·
Singapore ·
Slovenië ·
Slowakije ·
Spanje ·
Tanzania ·
Turkije ·
Tuvalu ·
VAE ·
Venezuela ·
Verenigde Staten ·
Vietnam ·
Zimbabwe ·
Zuid-Afrika ·
Zuid-Korea ·
Zweden ·
Zwitserland